# Verzorgingsplaats Bovenboer
Verzorgingsplaats Bovenboer is een Nederlandse verzorgingsplaats, gelegen aan de A32 Leeuwarden → Meppel tussen afritten 5 en 4 ter hoogte van Darp in de richting van Meppel. De verzorgingsplaats ligt op de grens van de gemeenten Meppel en Westerveld.
De verzorgingsplaats is vernoemd naar het nabijgelegen gehucht Kolderveense Bovenboer in de gemeente Meppel.
Bij de verzorgingsplaats ligt een tankstation van BP.
Aan de andere kant van de snelweg ligt verzorgingsplaats Paardeweide.
Richting Leeuwarden: Paardeweide · De Weeren · Mandelân
Richting Meppel: Smarpot · Dorpshellen · Bovenboer